# Marija Tudor, kraljica Francuske
Marija Tudor (18. ožujka 1496. – 25. lipnja 1533.) je bila engleska princeza te je kratko vrijeme vladala kao kraljica Francuske. Bila je mlađa kći kralja Henrika VII. i kraljice Elizabete od Yorka te treća supruga francuskoga kralja Luja XII. koji je bio više od 30 godina stariji od nje. Marija je i baka gospe Jane Grey, kraljice koja je vladala Engleskom devet dana.

## Mladost
Odrasla je kao najmlađe dijete Henrika VII. i Elizabete od Yorka. Bila je poznata kao prava ljepotica na dvoru. Zapisano je da je Henrik VIII. prema sestri Mariji osjećao posebnu privrženost.

## Francuska kraljica
Iako nije mogla odobravati udaju svoje šurjakinje, princeze Marije, za francuskoga kralja Luja XII., Katarina Aragonska je prisustvovala banketu koji je održan poslije obreda vjenčanja (putem zastupnika) u Greenwichu u kolovozu 1514. godine. Nakon toga je jahala s dvorom do Dovera, kako bi pozdravila Mariju kojoj je bila naklonjena.
"Brak iz strasti" Luja XII. i Marije Tudor trajao je manje od tri mjeseca. Izmučen od vođenja ljubavi sa svojom prelijepom, lakomislenom nevjestom, sredovječni Luj umro je iscrpljen na početku siječnja 1515., na Marijino veliko olakšanje.
Naslijedio ga je dalji rođak, Franjo, bio je samo tri godine mlađi od Henrika VIII. Neuspješno je pokušao zavesti kraljicu Mariju tijekom njezina kratkog udovištva.

## Vojvotkinja od Suffolka
Novog francuskog kralja pretekao je Charles Brandon, novoimenovani vojvoda od Suffolka kojeg je Henrik poslao da vrati njegovu sestru Mariju natrag u Englesku. Kralj to nije znao, ali Marija je dugo i potajno voljela Brandona, pa je njegov dolazak u Pariz imao kataklizmički učinak. Više nije htjela da joj dogovaraju brakove, rekla mu je, i preklinjala ga da je on uzme za svoju ženu. Tako ga je snažno pritisnula da je Brandon naposljetku kapitulirao i potajno se oženio njome.
Brandon je odmah poslao pismo kardinalu Thomasu Wolseyju rekavši mu da se oženio Marijom "iz iskrenih pobuda i uz njezin pristanak". Kad je kralj za to čuo, pobjesnio je. Toliko se razljutio da je htio ubiti Brandona. Zahvaljujući Wolseyjevoj intervenciji i prijedlogu da se Brandona ukori visokom novčanom kaznom, Henrik mu je oprostio i dopustio povratak u Englesku gdje je organizirao njihovo javno vjenčanje u Greenwichu.
Poslije vjenčanja par se povukao u provinciju, donekle skromnom životu, u kojem je Marija rodila troje djece, od kojih će jedno, Frances Brandon, biti majka gospe Jane Grey.